# Santander Consumer Bank
Santander Consumer Bank AS er en privatkunde- og erhvervsbank, som gennem Santander Consumer Finance er ejet af finanskoncernen Grupo Santander. Organisatorisk er banken i Danmark en filial af den norske Santander Consumer Bank AS.
I Danmark er bankens fokusområder forbrug indenfor bilfinansiering, privatlån, højrenteprodukter og finansiering af motorcykler og campingvogne.
I juni 2014 opkøbte Santander GE Money Bank i Danmark, Norge og Sverige for 5,3 mia. kr.. GE Money Bank har hørt under GE Capital, der er General Electrics finansielle division. 
Santander Consumer Bank sponsorerer blandt andet UEFA Champions League, Kræftens Bekæmpelse og støttede i 2018 CBS Case Competition, der hvert år afholdes af Copenhagen Business School. Desuden startede banken i 2015 et tre års langt sponsorat af de danske håndbold-pokalturneringer, der kaldes for Santander Cup. Her støttes både herre- og damehold.  
Blandt nogle af bankens danske samarbejdspartnere kan nævnes Power samt Elgiganten, hvor Santander Consumer Bank støtter kunderne med finansieringen.